# Juliette Armanet
Juliette Armanet (Lille, 4 de marzo de 1984) es una cantautora francesa. Irrumpió en el panorama musical francés a principios de 2017.

## Biografía

### Familia y formación
Hija del compositor Jean-Pierre Armanet, Juliette Armanet pasó los primeros años de su vida en Villeneuve-d'Ascq. Siendo todavía muy niña, se trasladó con su familia a los suburbios de París. Allí empezó su formación musical clásica, que abandonó a los once años para dedicarse a otros estilos. Con su padre, que había estudiado en una escuela de jazz, comenzó a cantar temas del cancionero norteamericano. A los quince años se presentó como cantante en el teatro Ile Saint-Louis en París. Durante su adolescencia, oyó con frecuencia a Alain Bashung, Barbara y Alain Souchon. Estudió en la escuela católica privada Le Bon Sauveur en Le Vésinet.
Después de estudiar literatura y teatro, trabajó como periodista durante seis años y realizó documentales para Arte y France Culture.

## Carrera artística
Juliette Armanet comenzó a componer sus primeras canciones a los catorce años.
En 2014, ganó el concurso «in Rocs lab 2014» de música, organizado por Les Inrocks. El 7 de abril de 2017, publicó Petite Amie, su álbum de debut,  en el sello Barclay. Producido por Marlon B, la base de las canciones —piano y voz— se grabó casi en directo y después se hicieron los arreglos. La cadena Radio France Internationale (RFI) dijo que se trataba de «un primer álbum de una sensibilidad remanente; clásico, pero sorprendente; descarado, pero hecho con rigor; melancólico, pero bailable». Para Le Figaro, el disco la reveló como «una de las cantantes francesas más dotadas y prometedoras». Según Paris Match, Armanet es «la hija oculta de Sanson y Berger y la heredera de Souchon y Sheller». France Inter la descubre como «revelación del panorama musical francés de 2017». Por su lado, Les Inrockuptibles la describe como «integrante de la nueva guardia de la canción francesa».
En octubre de 2017, Juliette Armanet es la invitada de honor de la 25ª edición del Festival de las Nuits de Champagne, en Troyes, donde interpretó el tema de William Sheller «Un homme heureux».
En 2018, su álbum Petite Amie ganó el premio al álbum revelación del año en la gala francesa de la música los Victoires de la Musique. En ese mismo año conoció a Julien d'Arsan quien se convirtió en su asesor vocal y escénico. En el Festival de Cannes 2018, durante la ceremonia de apertura, interpretó «Les Moulins de mon coeur», canción que, en homenaje a Michel Legrand, volvería a cantar en el programa de televisión francés Quotidien, el 28 de enero de 2019.
En junio de 2018, durante el programa 28 minutes del canal Arte, presentado por Elisabeth Quin, el escritor-compositor Yves Simon se refirió a ella como una de sus «compañeras de viaje». El 8 de marzo de 2019, Arte emitió su concierto de 2018 en la Gaité Lyrique.
En noviembre de 2021 se publica su segundo álbum, «Brûler le feu». Previamente, se habían lanzado como adelanto del disco «Le dernier jour du disco» y «L'épine». En enero de 2022 inicia una gira que se extenderá por numerosas ciudades francesas hasta el mes de diciembre. Asimismo, en este mismo mes, se anuncia su candidatura a la 37.ª edición de los premios de la música Victoires, en las categorías mejor artista femenina, canción del año, álbum del año y mejor producción audiovisual.
En enero de 2022, el diario El País publica una reseña sobre  música francesa en que destaca los nuevos discos de Clara Luciani y Juliette Armanet. Dice que se ha intentado crear una rivalidad en Francia entre estas artistas que no tiene mucha razón de ser. Añade que sus discos se inspiran en la música disco y en la varieté, pero que mientras Armanet «canta desde el desagarro, en carne viva, Luciani lo hace escudada en el desapego y la distancia irónica». En este mismo año, publica tres sencillos, por un lado, «Flamme» y «Fuguer», que acabarán integrando en noviembre el álbum «Brûler le feu 2» —que no es otra cosa que una reedición de «Brûler le feu» con 6 nuevas canciones—, y por otro lado, «Les Moulins de mon cœur», un composición de Michel Legrand que forma parte de un recopilatorio de este músico llamado «Hier & demain».   

## Discografía

### Álbumes
- Petite amie (Barclay, 2017)
- Petite Amie (Live & Bonus) (Universal Music Division Barclay, 2018)
- Brûler le feu (Universal Music Division Romance Musique, 2021)
- Brûler le feu 2 (Universal, 2022)

### Sencillos
- «Cavalier seule» (Barclay, 2016)
- «L'amour em solitarie» (Barclay, Universal, 2017)
- «L'indien» (Barclay, Universal, 2018)
- «À La Folie» (Barclay, Universal, 2018)
- «Les Moulins de mon cœur» (Universal Music Division Romance, 2022)
- «Flamme» (Universal, 2022)
- «Fuguer» (Universal, 2022)

### Colaboraciones con otros artistas
- Mirage Extended (Météores-Music, 2015) de Saycet; dúo en «Mirages»(versión acústica).
- & (Columbia, 2016), de Julien Doré; dúo en «Corail».
- Man in the Bubble (ZRP, 2017), de Lewis Evans; dúo en «Indamour».
- La Même Tribu, Volume 2 (Polydor France, 2018), de Eddy Mitchell: dúo en «Couleur menthe à l'eau».

- Christophe Etc., Vol. 2 (Capitol Label Services, 2019), de Christophe; dúo en «Boule de flipper».
- Christophe d’hier à aujourd'hui (UGM Recordings, 2020), de Christophe; dúo con Christophe en «Boule de flipper»

### Colectivos
- Souchon dans l'air, Vol. 1 (Universal Music Division Polydor, 2017); canta «Ultra moderne solitude».
- Elles & Barbara (Music Division Mercury Records, 2017); canta «L'Aigle noir».
- Génération(s) Eperdue(s) (Because Music, 2018); canta «Barcelone».

### Bandas sonoras
- Jukebox Motel (B.S.O. de la novela) (Deux minutes trente, 2016); dúo con Lewis Evans en  «Indamour», «Big bad mountain» y «Orange river».
- Embrasse-moi! (B.S.O.) (Naïve, 2017); dúo con Lewis Evans en «Indamour».
- De plus belle (Bande originale du film) (Deux Minutes Trente, 2017); dúo con Lewis Evans en  «Big man mountain».

## Filmografía
En 2021, actuó en un corto de Amélie Bonnin, «Partir un jour». Interpreta a Caroline, una cajera de supermercado que se reencuentra con un excompañero de instituto, ahora escritor de éxito.

### Cine
- Partir un jour (2021), de Amélie Bonnin.